# Laurotanypus travassosi
Laurotanypus travassosi är en tvåvingeart som beskrevs av Oliveira, Conceicao Messias och Silva-vasconcelos 1992. Laurotanypus travassosi ingår i släktet Laurotanypus och familjen fjädermyggor. Inga underarter finns listade i Catalogue of Life.